# Współrzędne jednorodne
Współrzędne jednorodne – sposób reprezentacji punktów {\displaystyle n}-wymiarowej przestrzeni rzutowej za pomocą układu {\displaystyle n+1} współrzędnych. Pojęcie to opiera się na konstrukcji przestrzeni rzutowej, w której {\displaystyle n}-wymiarową przestrzeń euklidesową {\displaystyle E^{n}} uzupełnia się o kierunki zwane punktami w nieskończoności lub punktami niewłaściwymi.
Jeśli punkt właściwy ma współrzędne kartezjańskie {\displaystyle (x_{1},x_{2},\dots x_{n}),} to jego współrzędne jednorodne mają postać {\displaystyle (x_{1},x_{2},\dots x_{n},1).} Np. punkt na płaszczyźnie o współrzędnych kartezjańskich {\displaystyle (x,y)} ma zarazem współrzędne jednorodne postaci {\displaystyle (x,y,1);} podobnie punkt w przestrzeni trójwymiarowej o współrzędnych kartezjańskich {\displaystyle (x,y,z)} ma współrzędne jednorodne {\displaystyle (x,y,z,1).}
Odwrotnie – punkt właściwy o współrzędnych jednorodnych {\displaystyle (x_{1},x_{2},\dots x_{n},z)} i {\displaystyle z\neq 0} ma współrzędne kartezjańskie postaci {\displaystyle \left({\frac {x_{1}}{z}},{\frac {x_{2}}{z}},\dots ,{\frac {x_{n}}{z}}\right).} Jeśli natomiast {\displaystyle z=0,} to jest to punkt w nieskończoności i nie istnieją dla niego współrzędne kartezjańskie. Żaden punkt nie może mieć współrzędnych jednorodnych {\displaystyle (0,0,\dots 0,0).}
Dwa układy {\displaystyle (x_{1},x_{2},\dots x_{n+1})} i {\displaystyle (y_{1},y_{2},\dots y_{n+1})} są współrzędnymi jednorodnymi tego samego punktu, gdy jeden z tych układów jest wielokrotnością drugiego, tj. {\displaystyle x_{i}=k\cdot y_{i}} dla pewnego {\displaystyle k\in \mathbb {R} ,k\neq 0.} Inaczej mówiąc, każdy punkt (właściwy lub niewłaściwy) można reprezentować na nieskończenie wiele sposobów we współrzędnych jednorodnych i wszystkie te reprezentacje są do siebie proporcjonalne.
Współrzędne jednorodne zostały wprowadzone do geometrii w 1827 przez Augusta Möbiusa w pracy Der barycentrische Calcul. W 1946 E. Maxwell użył ich do rozwiązywania problemów związanych z rzutowaniem. Są narzędziem do stosowania metod analitycznych w przestrzeniach rzutowych. Ze względu na kilka zalet znalazły też zastosowanie w grafice komputerowej.

## Zastosowania w grafice komputerowej

### Przekształcenia macierzowe
W roku 1965 L. Roberts zauważył, że współrzędne jednorodne znakomicie nadają się do macierzowego opisu przekształceń w przestrzeniach {\displaystyle n}-wymiarowych.
Podstawowymi przekształceniami stosowanymi w grafice są: skalowanie, obrót, pochylenie i translacja. Zapis macierzowy wszystkich tych przekształceń przedstawia się następująco (przykład dla dwóch wymiarów):
{\displaystyle {\begin{bmatrix}x'\\y'\end{bmatrix}}=A\cdot X+T={\begin{bmatrix}a_{11}&a_{12}\\a_{21}&a_{22}\end{bmatrix}}\cdot {\begin{bmatrix}x\\y\end{bmatrix}}+{\begin{bmatrix}t_{x}\\t_{y}\end{bmatrix}}={\begin{bmatrix}a_{11}x+a_{12}y+t_{x}\\a_{21}x+a_{22}y+t_{y}\end{bmatrix}},}
gdzie macierz {\displaystyle A} zawiera skumulowane informacje o obrocie, skalowaniu i pochyleniu, natomiast wektor {\displaystyle T} przesunięcie. Stosując współrzędne jednorodne, można za pomocą macierzy 3x3 przedstawić wszystkie przekształcenia:
{\displaystyle {\begin{bmatrix}x'\\y'\\W'\end{bmatrix}}=A\cdot X={\begin{bmatrix}a_{11}&a_{12}&t_{x}\\a_{21}&a_{22}&t_{y}\\0&0&1\end{bmatrix}}\cdot {\begin{bmatrix}x\\y\\W\end{bmatrix}}={\begin{bmatrix}a_{11}x+a_{12}y+t_{x}W\\a_{21}x+a_{22}y+t_{y}W\\W\end{bmatrix}}.}
Macierz będąca iloczynem dowolnej liczby macierzy reprezentujących różne przekształcenia zawiera złożenie tych przekształceń. Dzięki temu zamiast osobno wykonywać kolejne przekształcenia {\displaystyle x'=x\cdot M_{1},x''=x'\cdot M_{2},\dots ,x^{(n)}=x^{(n-1)}\cdot M_{n},} można najpierw wykonać mnożenie odpowiednich macierzy {\displaystyle M=M_{1}\cdot M_{2}\cdot \ldots \cdot M_{n},} później zaś używać wynikowej macierzy {\displaystyle x'=x\cdot M.} Czyli zamiast wykonywać {\displaystyle n} mnożeń punktu przez macierze, to samo uzyskuje się jednym mnożeniem punktu przez macierz, dzięki uprzedniemu wykonaniu {\displaystyle n-1} mnożeń macierzy.
Za pomocą macierzy przekształceń we współrzędnych jednorodnych można także zwięźle opisać rzut perspektywiczny:
{\displaystyle {\begin{bmatrix}x'\\y'\\z'\\W'\end{bmatrix}}=M\cdot X={\begin{bmatrix}1&0&0&0\\0&1&0&0\\0&0&1&0\\0&0&{\frac {1}{d}}&0\end{bmatrix}}\cdot {\begin{bmatrix}x\\y\\z\\W\end{bmatrix}}={\begin{bmatrix}x\\y\\z\\{\frac {z}{d}}\end{bmatrix}}.}
Przy przejściu na współrzędne kartezjańskie otrzymuje się: {\displaystyle \left[{\frac {x}{z/d}},{\frac {y}{z/d}},d\right]^{T}.}

### Obcinanie
W grafice trójwymiarowej istotnym elementem wizualizacji jest obcinanie sceny trójwymiarowej do tzw. ostrosłupa widzenia. Jest to ostrosłup (dokładnie: ostrosłup ścięty) zdefiniowany przez wirtualną kamerę, w obrębie którego znajdują się obiekty widoczne w danym rzucie. Jednak obcinanie względem ostrosłupa widzenia jest dość skomplikowane obliczeniowo, dlatego można przekształcić ostrosłup widzenia w sześcian. Obcinanie względem sześcianu jest bardzo efektywne, jednak aby po takim przekształceniu zapewnić poprawność wyników, obcinanie musi zostać wykonane we współrzędnych jednorodnych. Jest to powszechnie stosowane podejście w rozwiązaniach sprzętowych.
Także obcinanie wymiernych krzywych B-sklejanych we współrzędnych trójwymiarowych może nie dać prawidłowych wyników, natomiast obcinanie we współrzędnych jednorodnych gwarantuje poprawność wyniku.